# وارن وود
وارن وود (انگلیسی: Warren Wood; ۲۷ آوریل ۱۸۸۷ – ۲۷ اکتبر ۱۹۲۶) گلف‌باز اهل ایالات متحده آمریکا بود.